# Izabela Malinowska
Izabela Malinowska (ur. 19 października 1954 w Warszawie, zm. 29 maja 2022) – polska prawniczka i politolożka, profesor nauk społecznych, wykładowczyni na Wydziale Nauk Politycznych i Studiów Międzynarodowych Uniwersytetu Warszawskiego.

## Kariera naukowa
W 1978 r. ukończyła studia magisterskie na kierunku prawo na Uniwersytecie Warszawskim. W 1986 r. uzyskała w Instytucie Badań Pedagogicznych stopień naukowy doktora nauk humanistycznych, na podstawie pracy Założenia i skuteczność nauczania elementów prawa w szkolnictwie średnim napisanej pod kierunkiem Tadeusza Wilocha. 2 lipca 2008 r. uzyskała habilitację w dziedzinie nauk humanistycznych w dyscyplinie nauk o polityce na ówczesnym Wydziale Dziennikarstwa i Nauk Politycznych UW na podstawie dorobku naukowego oraz pracy Rzecznik Praw Obywatelskich w systemie ochrony praw i wolności w Polsce. W 2010 r. została profesorem uczelni UW. 4 marca 2015 r. został jej nadany tytuł naukowy profesora nauk społecznych.

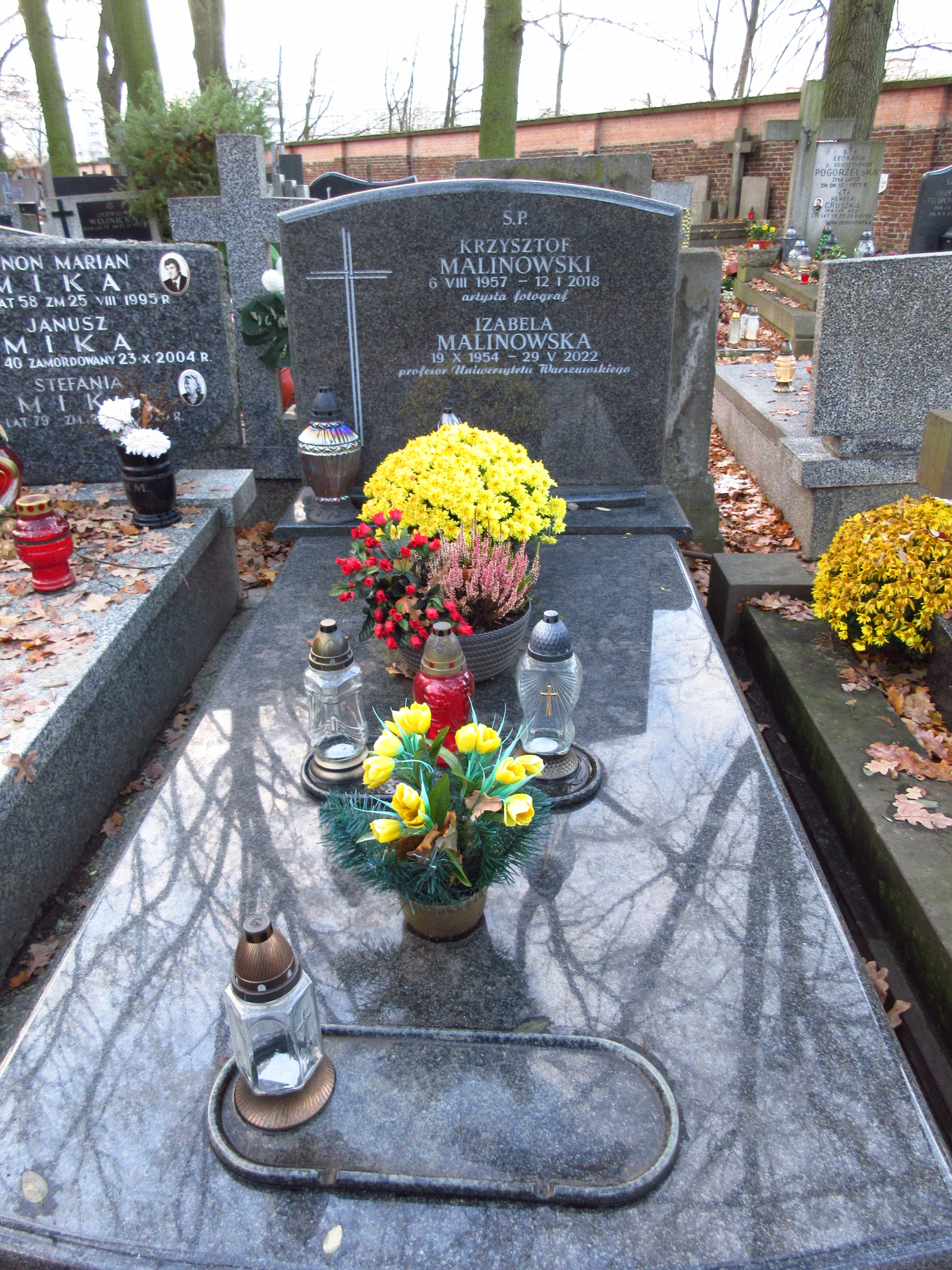
Grób profesor Izabeli Malinowskiej na Cmentarzu Bródnowskim.

W latach 1990–1992 była wicedyrektorem Centralnego Ośrodka Doskonalenia Nauczycieli w Warszawie, w latach 1992-1998 kierowała Podyplomowym Studium Nauk Politycznych na Wydziale Dziennikarstwa i Nauk Politycznych UW. W latach 1998–2005 zajmowała stanowisko wicedyrektora Instytutu Nauk Politycznych UW, a następnie od 2005 do 2008 wicedyrektora Centrum Studiów Samorządu Terytorialnego i Rozwoju Lokalnego UW. Równocześnie była wiceprzewodniczącą Komisji Dyscyplinarnej dla Studentów UW (2002-2008) oraz członkinią Komisji Dyscyplinarnej dla Pracowników UW (2008-2016). W latach 2007–2009 zasiadała w Radzie Służby Publicznej przy Prezesie Rady Ministrów. Pracowała również jako ekspertka m.in. Najwyższej Izby Kontroli i Ministerstwa Spraw Zagranicznych.
Po reorganizacji macierzystego wydziału w 2019 r., w ramach której instytuty zostały zastąpione katedrami, znalazła się w zespole Katedry Nauki o Państwie i Administracji Publicznej. Była promotorką pracy doktorskiej Kierunki działań państwa wobec kobiet na rynku pracy autorstwa Magdaleny Wilgatek (2013).
Zmarła 29 maja 2022, pochowana na Cmentarzu Bródnowskim (kw. 18R, rząd 1, grób 15).